# 鍾潔嵐
鍾潔嵐（英語：Kannie Chung Kit Nam），又叫鍾潔寶，是香港藝人，兒歌歌手、節目主持。

## 簡歷
鍾潔嵐於美國西北大學學士畢業，之後讀紐約大學戲劇碩士。

## 音樂作品

### 單曲
- 2011年：《小玲去香港》、《魚尾獅》、《牛車水》
- 2015年：《聖淘沙》、《海山街》
- 2021年：《擋不住的聲勢》、《大好年》

## 演出作品

### 電視劇（ViuTV）
- 2017年：賤民20 飾 醫神
- 2019年：娛樂風雲 飾 Carmen（第36集）
- 2020年：暖男爸爸 飾 洛嘉玲（第10集）

### 電視劇（香港電台）
- 2007年：人間寫真—請給我翅膀

### 電視節目（亞洲電視）
- 2008年：開學啦 嘉賓
- 2009年：通識小學堂 嘉賓

### 電視節目（香港電台）
- 2016年：惜食地球人 主持
- 2018年：惜食地球人2 主持

### 電影
- 1999年：特警新人類
- 2011年：從天國來的信
- 2011年：父·戀
- 2015年：十二金鴨
- 2017年：拆彈專家
- 2017年：原諒他77次 飾 高級餐廳客人
- 2017年：喵星人 飾 運動會家庭成員
- 2018年：黃金花
- 2020年：冥通銀行特約：翻生爭霸戰 飾 清潔姐姐
- 2020年：拆彈專家2 飾 酒店賓客
- 2023年：斷網
- 2023年：別叫我賭神

## 相關人士
- 李家仁，與陳以誠、鍾潔嵐同為「兒歌歌手」。
- 陳以誠，與李家仁、鍾潔嵐同為「兒歌歌手」。

## 外部連結
- 鍾潔嵐在香港影庫上的簡介